# ماكسي رودريغيز
ماكسيمليانو روبين رودريغيز (بالإسبانية: Maximiliano Rubén Rodríguez)‏، (من مواليد 2 يناير 1981 في روزاريو في الأرجنتين)، لاعب كرة قدم أرجنتيني سابق ولعب مع نادي أتلتيكو مدريد ومنتخب الأرجنتين لكرة القدم.
بدأ ماكسي رودريغيز مسيرته الكروية في عام 1999 مع نادي نيولز أولد بويز، ولعب معهم حتى عام 2000، وشارك في تلك الفترة في 23 مباراة وسجل 5 أهداف، وفي عام 2001 انتقل إلى نادي ريال أفيدو، ولعب معهم مباراة واحدة، وبعدها عاد إلى نادي نيولز أولد بويز ولعب معهم حتى عام 2002، وشارك في تلك الفترة في 33 مباراة وسجل 15 هدف، سجل هدف الفوز على المكسيك في الوفت الإضافي عام 2006.
وفي عام 2002 انتقل إلى نادي أسبانيول، ولعب معهم حتى عام 2005، وقد شارك في تلك الفترة في 110 مباريات وسجل 26 هدف، وفي عام 2005 انتقل إلى نادي أتلتيكو مدريد ولعب معهم حتى موسم 2009 - 2010. وفي تاريخ 13 يناير 2010 وقع ماكسي عقداً لمدة ثلاث سنوات ونصف السنة مع نادي ليفربول الإنجليزي بانتقال مجاني، حيث سيرتدي الرقم 17 مع الفريق الأحمر.
بدأ ماكسي باللعب مع منتخب الأرجنتين لكرة القدم منذ عام 2003، وقد شارك في كأس العالم لكرة القدم 2006.

## روابط خارجية
- ماكسي رودريغيز على موقع الاتحاد الدولي (مؤرشف)  (الإنجليزية)
- ماكسي رودريغيز على موقع قاعدة بيانات كرة القدم.إي يو (الإنجليزية)
- ماكسي رودريغيز على موقع بيانات كرة القدم. دي إي (الألمانية)
- ماكسي رودريغيز على موقع ليكيب (الفرنسية)
- ماكسي رودريغيز على موقع ناشيونال فوتبول تيمز (الإنجليزية)
- ماكسي رودريغيز على موقع Soccerbase.com (لاعب) (الإنجليزية)
- ماكسي رودريغيز على موقع Soccerway.com (الإنجليزية)
- ماكسي رودريغيز على موقع عالم كرة القدم.نت (الإنجليزية)
- ماكسي رودريغيز على موقع كووورة
- ماكسي رودريغيز على موقع أوليمبيديا (الإنجليزية)